# Ameghino (månekrater)
Ameghino er et nedslagskrater på Månen, beliggende på Månens forside, nord for Sinus Successus, der er en bugt i den nordøstlige del af Mare Fecunditatis. Krateret er opkaldt efter den argentinske videnskabsmand, palæontolog, antropolog og zoolog Florentino Ameghino (1854 -1911). Apolloniuskrateret ligger øst-nordøst for Ameghino.
Navnet blev officielt tildelt af den Internationale Astronomiske Union (IAU) i 1976. 
Mindre end 15 km nordvest for Ameghinokrateret ligger landingsstederne for de sovjetiske Luna 18- og Luna 20-sonder.
Dannelsen blev kaldt Apollonius C før den blev navngivet af IAU.